# Khūkestān
Khūkestān (persiska: Khūbestān, خوبستان, خوکستان) är en ort i Iran.   Den ligger i provinsen Kerman, i den sydöstra delen av landet, 900 km sydost om huvudstaden Teheran. Khūkestān ligger 2 673 meter över havet och antalet invånare är 165.
Terrängen runt Khūkestān är kuperad åt sydost, men åt nordväst är den platt.Runt Khūkestān är det glesbefolkat, med 17 invånare per kvadratkilometer. Närmaste större samhälle är Darb-e Behesht, 18,7 km nordväst om Khūkestān. Trakten runt Khūkestān består i huvudsak av gräsmarker.